# منتخب أستراليا لكرة اليد للناشئين
منتخب أستراليا لكرة اليد للناشئين (بالإنجليزية: Australia national junior handball team)‏ هو ممثل أستراليا الرسمي في المنافسات الدولية في كرة اليد للناشئين
.